# Nagyfoltú aranybagoly
A nagyfoltú aranybagoly (Diachrysia chryson)  a rovarok (Insecta) osztályának a lepkék (Lepidoptera) rendjéhez, ezen belül a bagolylepkefélék (Noctuidae) családjához tartozó faj.

## Elterjedése
Közép-Európában , Észak-Spanyolországban , és Ázsiában (Japánig) mocsári és ártéri területeken elterjedt faj. Németországban a Vörös Listán veszélyeztetett faj.

## Megjelenése
- lepke:  44–54 mm szárnyfesztávolságú, az aranybagolylepkék között nagy termetű faj. Az első szárnyai sötétbarnák vagy lilás-barna színűek. Egy nagy, csillogó fényes arany, szögletes folt tesi egyedivé a mintázatot. A hátsó szárnyak sötétbarna a lilás-barna színűek. A lepke teste szőrös.
- hernyó: színe zöld.

## Életmódja
- nemzedék:  egy nemzedékes faj, júniustól augusztusig rajzik.
- hernyók tápnövényei:  Eupatorium (Eupatorium cannabinumot), vagy ragacsos zsálya (Salvia glutinosa)

## Fordítás
- Ez a szócikk részben vagy egészben  a   Wasserdost-Goldeule című német Wikipédia-szócikk fordításán alapul.  Az eredeti cikk szerkesztőit annak laptörténete sorolja fel. Ez a jelzés csupán a megfogalmazás eredetét és a szerzői jogokat jelzi, nem szolgál a cikkben szereplő információk forrásmegjelöléseként.